# Медиапланирование
Медиапланирование (media planning) — составление медиапланов (расписаний показов рекламных материалов), планирование рекламных кампаний, основа которого заключается в выборе медиа (ТВ, пресса, радио, наружная реклама, интернет) для доставки рекламного сообщения, а также оптимизации размещения по охватным, стоимостным и прочим характеристикам.
«Медиаплан — расписание; содержит информацию о количестве выходов рекламы всех типов, которые предусмотрены в организации за период рекламной кампании (или определённый промежуток времени), в котором указываются расценки на размещение, даты выхода, форматы, продолжительность размещения рекламы. Иногда — специальные сведения, связанные со сроками подачи материалов для публикации и технические сведения к этим материалам (например, особенности электронного формата)».
«Медиапланирование начинается с анализа маркетинговой ситуации, который проводится совместно с маркетологами. Цель этого анализа — понять, что делают конкуренты на рынке, чтобы добиться преимуществ. При анализе должны быть детально рассмотрены все составляющие проблемы и маркетинговые задачи. После того, как маркетинговая ситуация тщательно проанализирована, нужно определить креативную стратегию совместно с представителями соответствующих структур рекламного агентства».
Стратегически медиапланирование — это часть маркетинга, которая обеспечивает контакт целевой аудитории с рекламным сообщением. Две главные задачи маркетинговых коммуникаций — это создание действенной рекламы и её доставка потенциальным покупателям. Контакт — самый первый шаг воздействия рекламы, если покупатель не увидел рекламу, то вся работа креативщиков была напрасной. Медиапланирование обеспечивает этот рекламный контакт, то есть то, чтобы реклама попалась на глаза/в уши потенциальному покупателю.

## Основные сведения
Медиапланирование включает в себя:
- определение приоритетных категорий СМИ;
- определение оптимальных значений показателей эффективности (TRP, Coverage, Frequency и т. д.);
- планирование этапов рекламной кампании во времени
- распределение бюджета по категориям СМИ.

Основой для медиапланирования являются медиаисследования. В результате исследований определяются показатели, необходимые для оптимального планирования рекламной кампании, в первую очередь рейтинг отдельных носителей рекламы в генеральной совокупности и в целевой аудитории. На основании плана рассчитываются итоговые показатели:
- GRP — gross rating points — суммарный рейтинг, показывает общее количество контактов с рекламным обращением, оно же рейтинговое число.
- TRP — target rating points — сумма рейтингов рекламной кампании в целевой аудитории, то есть GRP в целевой аудитории.
- Coverage — покрытие или охват — общее количество людей, которых достигло рекламное обращение
- Частота — среднее число контактов с рекламой на одного представителя целевой аудитории
- Index T/U — индекс соответствия,
- CPT — стоимость за тысячу контактов,
- CPP — стоимость за пункт рейтинга.

## Назначение
Большую часть рекламного бюджета составляют расходы на покупку в СМИ пространства для размещения рекламных материалов. В случае радио и телевидения — это покупка времени для демонстрации рекламного материала, в случае печатных СМИ — это покупка рекламных площадей. Для управления этими расходами необходимо составить медиаплан — точное описание параметров рекламной кампании.
Обычно медиаплан содержит следующие разделы:
- СМИ. В этой секции перечисляются все СМИ, в которых будет размещен рекламный материал.
- Цели. Цели и задачи данной рекламной кампании.
- Целевая аудитория. Описание целевой аудитории данной рекламной кампании, статистика по социальному и имущественному положению.
- Стратегия. Описывает какие шаги будут предприняты для достижения целей.
- Бюджет и календарь. Описывает на что и когда будут потрачены деньги.
- Рейтинговое число. Рейтинговое число, суммированное на всех рекламных площадках, демонстрирующих рекламу, помогает понять величину охвата целевой аудитории: чем будет выше GRP, тем больше охват, тем эффективнее реклама.

Выбор компонентов медиаплана зависит от количества охвата целевой аудитории, эффективного времени выхода (прайм-тайма для необходимой целевой аудитории), от стоимости и специфики изданий. Свести воедино все эти показатели возможно используя специальные программы для медиапланирования.
Эффективность определяется в первую очередь конкретно поставленной задачей. Любое рекламное агентство может предложить своим клиентам независимые рейтинги, то есть провести экспертизу СМИ, на основании которой клиент может сам разработать свой МП. Можно сделать экспертизу уже имеющегося МП, рассчитать его эффективность по параметрам и узнать — сколько жителей города могут быть потребителями рекламируемого товара и какое число потенциальных потребителей вступит в контакт с рекламным сообщением и сколько раз. Для специалиста рекламного агентства главное, чтобы реклама принесла выгоду клиенту и выбор канала имеет значение только в этом плане.

## Оптимизация
Для разработки и оптимизации медиапланов используется специализированное программное обеспечение: Galileo, SuperNova, MarkData Media Workstation, TV Planet, Schedule Builder, EXCOMMEDIAPLANER, ПРОБА-MEDIA и ряд других.